# 大頭脳
『大頭脳』（だいずのう、仏: Le Cerveau、英: The Brain）は、1969年公開のフランス、イタリア、アメリカ合衆国合作によるクライム・コメディ映画。監督：ジェラール・ウーリー。イギリスで実際に起こった1963年の大列車強盗を元にした、軽いタッチのコン・ゲーム映画。

## 製作
ジェラール・ウーリー監督の前作『大進撃』（1966年）のヒットを受けて製作され、予算が当時のフランス映画最大となった。そのため、デビッド・ニーブン、ジャン・ポール・ベルモンド、イーライ・ウォラックなど数多くの有名俳優が起用され、フランス、イギリス、アメリカ、イタリア国内や、豪華客船「フランス」内でのロケーション撮影が行われている。
この映画のために、全長13.5メートルの自由の女神のレプリカ像が作られた。当初は撮影後に取り壊される予定だったが、ベルモンドの父で彫刻家のポール・ベルモンドの働きかけにより、現在はフランスのバランタン、メシル＝ルーにあるカルフール・ド・ラ・リベルトというロータリーに設置されている。
フランスで1969年に公開され、500万人以上の観客動員を記録する、その年最大の話題作となった。しかし、『大進撃』ほどヒットはしなかったため、当時のプロデューサーは気を落としたという。

### 再公開
日本では、2020年に『ジャン＝ポール・ベルモンド傑作選』として、『大盗賊』『恐怖に襲われた街』『危険を買う男』『オー!』『ムッシュとマドモアゼル』『警部』『プロフェッショナル』とともに上映された。

## ストーリー
パリ。タクシー運転手を表稼業にする泥棒・アナトールは、NATOがパリからブリュッセルへ運ぶ約1200万ドルの軍事資金を強奪しようと、輸送列車の襲撃を計画し、刑務所にいるかつての相棒・アルトゥールを脱獄させた。ところが、通称「大頭脳」と呼ばれる天才犯罪者ブレインや、かつてのブレインの共犯者で、妹・ソフィアをブレインに奪われたことを恨んだことから彼に一杯食わそうと企んだイタリアンマフィアのボス、スキャナピエコも同じ現金強奪を計画していた。
すでにブレインはNATOの武官になりすまし、現金輸送の責任者に収まっていた。現金を満載した有蓋車を切り離し、ブレインの仲間が待ち受ける地点で停車させて回収する手筈だった。あらかじめロンドンのブレインのアジトに忍び込んで列車襲撃計画の詳細を盗み聞きしたアルトゥールがアナトールとともに機関士に化けて列車に潜り込んでいたため、ブレインが乗り込んだ頃には有蓋車は空になっていた。しかしアナトールらが路上に投げ落としたはずの現金を入れた袋は、すべて消えてしまう。また、ブレインは駆けつけた警察に「逮捕」され、特殊な箱の中に閉じ込められる。警察はスキャナピエコ一味が扮する偽者で、現金も彼らが横取りしたのだった。やがて脱出したブレインは、ソフィアの協力によってスキャナピエコを逆に箱の中に閉じ込め、現金のありかを吐かせようとするが、彼は口を割らない。実はスキャナピエコは現金を自由の女神像のレプリカに詰め、ニューヨーク行きの貨客船に積み込んでいた。
現場から逃走したアナトールとアルトゥールは指名手配の身となったすえ、本物の警察に逮捕される。連行されるパトカーの中からブレインが運転する自動車を見つけた2人は、刑事がパトカーから出た隙に奪ってブレインを追いかけ、ともに港に着く。そのときブレインの自動車から箱が転がり落ちてスキャナピエコが飛び出し、彼は駆けつけた警察に逮捕される。
アルトゥールは横たわったレプリカ女神像の底面に扉を見つけ、潜り込んでNATO資金を見つけるが、扉を開けたまま像が宙吊りにされたため、大量の紙幣が船着き場に飛び散る。居合わせた人々が紙幣を奪い合って争い、一帯はパニックとなる。パニックのどさくさに紛れてブレイン、アナトール、アルトゥールは貨客船に隠れ、そのままともにアメリカに渡る。船がニューヨークに着く頃、ブレインはアナトールとアルトゥールの手腕をたたえ、アメリカ財務省の現金輸送列車襲撃計画を2人に持ちかける。

## キャスト
| 役名                                         | 俳優                       | 日本語吹替                     | 日本語吹替                                                                                                  |
| 役名                                         | 俳優                       | 東京12ch版                     | 日本テレビ版                                                                                                |
| -------------------------------------------- | -------------------------- | ------------------------------ | --- |
| キャロル・マシューズ大佐＝ブレイン（大頭脳） | デヴィッド・ニーヴン       | 中村正                         | 中村正 |
| アルトゥール・レスピナス                     | ジャン＝ポール・ベルモンド | 伊武雅之                       | 広川太一郎                                                                                                  |
| フランキー・スキャナピエコ                   | イーライ・ウォラック       | 富田耕生                       | 納谷悟朗 |
| アナトール                                   | ブールヴィル               | 北村弘一                       | 滝口順平 |
| ソフィア・スキャナピエコ                     | シルビア・モンティ         | 弥永和子                       | 高橋ひろ子                                                                                                  |
| 警部                                         | レイモン・ジェローム       |                                | |
| ポシェ刑事                                   | ジャック・バリュタン       |                                | |
| ブルーノ                                     | フランク・バロア           |                                | |
| 不明 その他                                  |                            |                                | 千葉耕市 亀井三郎 平林尚三 高村章子 村松康雄 たてかべ和也 上田敏也 徳丸完 藤城裕士 嶋俊介 片岡富枝 小宮和枝 |
|                                              |                            |                                | |
| 演出                                         | 演出                       |                                | 蕨南勝之 |
| 翻訳                                         | 翻訳                       |                                | 大野隆一 |
| 効果                                         |                            |                                | |
| 調整                                         |                            |                                | |
| 制作                                         | 制作                       |                                | 東北新社 |
| 解説                                         | 解説                       |                                | 水野晴郎 |
| 初回放送                                     | 初回放送                   | 1976年4月29日 『木曜洋画劇場』 | 1981年3月4日 『水曜ロードショー』                                                                           |

※日本語吹替は上記の他、機内上映版も存在する。